# Charles-Auguste Fraikin

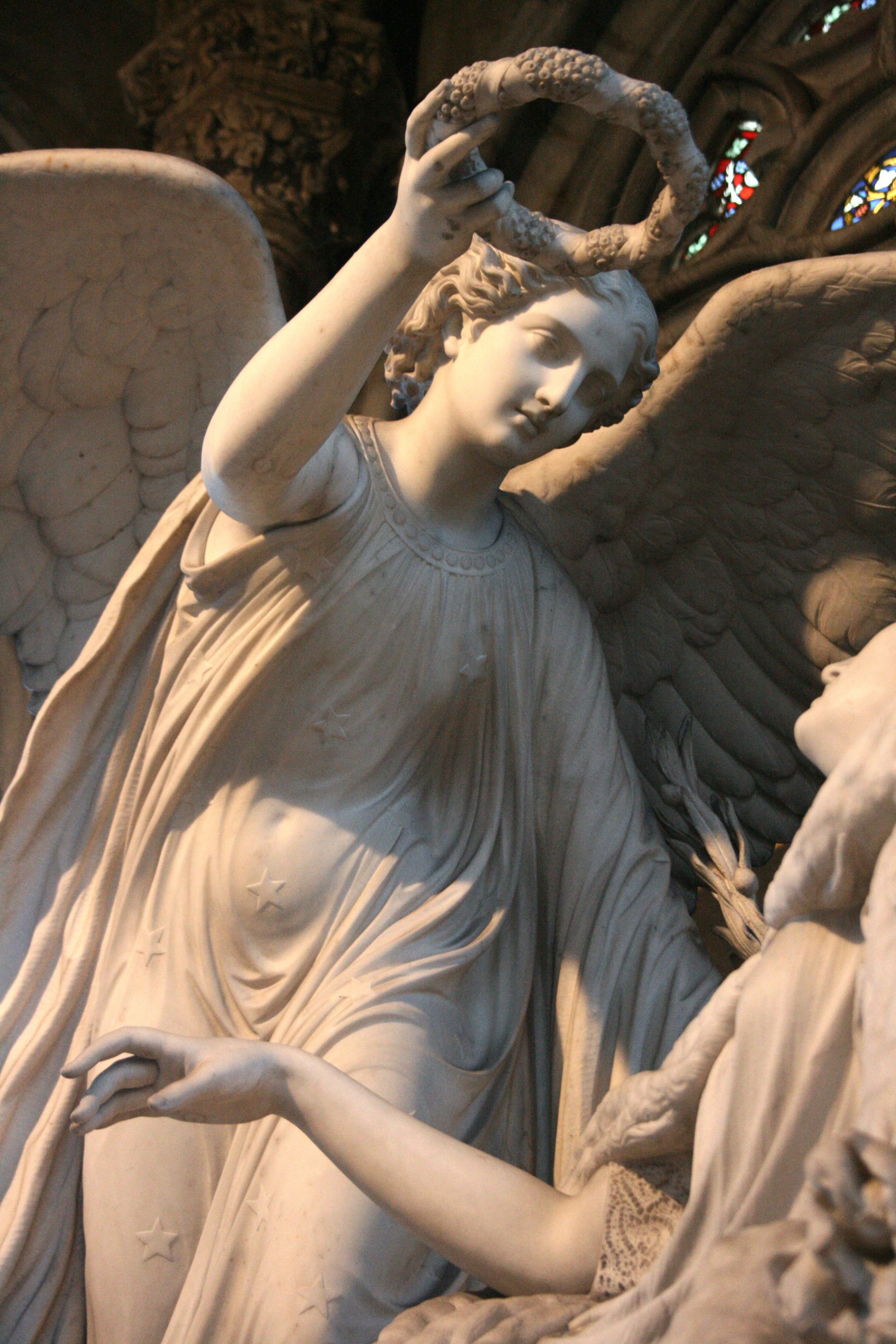
Drottning Louises gravvård (detalj).

Charles-Auguste Fraikin, född den 14 juli 1817, död den 22 november 1893, var en belgisk skulptör.

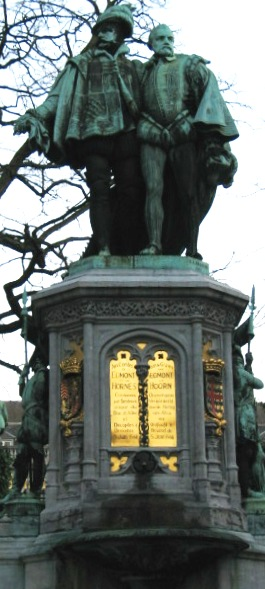
Egmont och Hoorn.

Vid sidan av en verksamhet som läkare utbildade sig Fraikin till skulptör. Som hans mest populära verk räknas den behagfulla gruppen Amor och Venus. Bland hans monument märks drottning Louises gravvård i Oostende samt Egmont och Hoorn-gruppen i Bryssel.

## Utmärkelser
- Riddare av Hederslegionen
- Kommendör av Leopoldsorden

[Redigera Wikidata]